# رئيس وزراء السلطة الوطنية الفلسطينية
رئيس مجلس الوزراء في السلطة الوطنية الفلسطينية كان الرئيس الرسمي لحكومة السلطة الفلسطينية التي وجدت في فترة عام 2003 ويناير 2013 حتى تغير اسمها رسميًا إلى دولة فلسطين.

## إنشاء المنصب
تم إنشاء مكتب رئاسة الوزراء الفلسطيني في عام 2003 لإدارة شؤون مجلس الوزراء الفلسطيني. وذلك بسبب ممارسة ضغوط على السلطة الوطنية الفلسطينية من قبل إسرائيل والولايات المتحدة بسبب رفضها التفاوض مباشرة مع الرئيس الفلسطيني الراحل ياسر عرفات. ولكن الهيكل التنفيذي لا يزال بيد رئيس السلطة الوطنية الفلسطينية.
كان أول رئيس وزراء للسلطة الوطنية الفلسطينية هو محمود عباس الذي رشحه الرئيس ياسر عرفات للمنصب في 19 مارس 2003، وفي 29 إبريل وافق المجلس التشريعي الفلسطيني على تعيينه. تميزت فترة حكم عباس القصيرة بصراع على السلطة مع عرفات حول السيطرة على أجهزة الأمن الفلسطينية ، حيث رفض عرفات التنازل عن السيطرة لعباس.]

## آلة التعيين
يتم اختيار رئيس مجلس الوزراء من قبل رئيس السلطة الوطنية الفلسطينية وليس بالانتخاب المباشر من قبل المجلس التشريعي الفلسطيني أو الناخبين الفلسطينيين.
خلافا لمكتب رئيس الوزراء في العديد من الدول الأخرى، غير مطلوب من رئيس الوزراء الفلسطيني أن يكون عضوا في المجلس التشريعي أثناء وجوده في منصبه. بدلا من ذلك، يكون التعيين بشكل مستقل من قبل الحزب الحاكم.

## القائمة (2003–2013)
| No. | No. | الصورة | الاسم (الميلاد–الوفاة)         | الفترة         | الفترة         | الفترة            | الحزب السياسي                       |
| No. | No. | الصورة | الاسم (الميلاد–الوفاة)         | استلم المنصب   | ترك المنصب     | المدة             | الحزب السياسي                       |
| --- | --- | ------ | ------------------------------ | -------------- | -------------- | ----------------- | ----------------------------------- |
| 1   |     |        | محمود عباس (مواليد1935)        | 19 مارس 2003   | 6 سبتمبر 2003  | 171 أيام          | حركة فتح (منظمة التحرير الفلسطينية) |
| 2   |     |        | أحمد قريع (1937–2023)          | 7 أكتوبر 2003  | 15 ديسمبر 2005 | 2 سنوات و69 أيام  | حركة فتح (منظمة التحرير الفلسطينية) |
| –   |     |        | نبيل شعث (مواليد1938) بالإناية | 15 ديسمبر 2005 | 24 ديسمبر 2005 | 9 أيام            | حركة فتح (منظمة التحرير الفلسطينية) |
| (2) |     |        | أحمد قريع (1937–2023)          | 24 ديسمبر 2005 | 29 مارس 2006   | 95 أيام           | حركة فتح (منظمة التحرير الفلسطينية) |
| 3   |     |        | إسماعيل هنية (مواليد1963)      | 29 مارس 2006   | 2 يونيو 2014   | 8 سنوات و65 أيام  | حركة حماس                           |
| 4   |     |        | سلام فياض (مواليد1951)         | 15 يونيو 2007  | 6 يناير 2013   | 5 سنوات و205 أيام | الطريق الثالث                       |

## وصلات خارجية
- موقع الأمانة العامة لمجلس الوزراء الفلسطيني لحكومة إسماعيل هنية، "الحكومة الفلسطينية المقالة"
- موقع رئاسة مجلس الوزراء الفلسطيني لحكومة سلام فياض
- دولتان فلسطينيتان: واحدة في الضفة والثانية في غزة بي بي سي عربي.